# Peter Pannekoek
Peter Pannekoek (Hilversum, 30 juni 1986) is een Nederlands cabaretier en presentator.

## Biografie
Pannekoek won in 2006 het Amsterdams Kleinkunst Festival Comedy Concours. Sinds 2007 is hij een van de vaste comedians van de Comedytrain. In 2010 stond Pannekoek met een speciale voorstelling voor Theater Bellevue op de planken met De laatste Pannekoek. In 2013 trad hij op in het voorprogramma van Theo Maassen bij de try-outs van diens oudejaarsconference. Bij het grote publiek werd Pannekoek bekend met zijn wekelijkse rubriek bij De Wereld Draait Door, van september 2014 tot en met september 2016 was Pannekoek de humoristische weekafsluiter in DWDD. Ook nam Pannekoek jaarlijks 'de vijf buitenlandse comics to watch' door aan tafel bij Matthijs van Nieuwkerk.
In het seizoen 2015–2016 maakte Pannekoek zijn theaterdebuut met de avondvullende voorstelling Zacht van binnen. In 2016 was Pannekoek voor het eerst te zien bij Comedy Central Roast met de Roast van Gordon en vanaf december 2017 is Pannekoek vaste teamcaptain bij Dit Was Het Nieuws.
Zijn tweede voorstelling Later was alles beter ging in september 2018 in première. Het AD omschreef dit theaterprogramma als 'ongetwijfeld het beste cabaret van het moment' en Het Parool roemt zijn ijzersterke programma en trekt een vergelijking met 'de intelligente humor van Theo Maassen en de intelligente empathie van Claudia de Breij'. De voorstelling kreeg een vervolg in het seizoen 2019–2020 en werd in 2019 bekroond voor cabaretprijs de Neerlands Hoop.
Op 31 december 2021 verzorgde hij de oudejaarsconference bij BNNVARA op NPO1. Het NRC vond het een 'grandioze recapitulatie van ons tweede coronajaar'. De Volkskrant roemde Pannekoek in de oudejaarsconference om zijn 'aanstekelijke gretigheid en energie waarmee hij een welkome frisse wind door het genre blaast' en het Algemeen Dagblad omschreef hem met de tekst 'Koning van het omdenken zit stevig op zijn oudejaarstroon'.
Op 24 november 2022 ging Pannekoek in première met zijn voorstelling DNA. De voorstelling was maanden van tevoren uitverkocht en ontving lovende recensies. Het NRC schreef 'Pannekoek is een van de besten, zo bewijst hij met DNA', ‘Grapdichter kan een voorstelling bijna niet zijn’ oordeelde de Volkskrant en het AD noemde zijn nieuwste voorstelling ‘magistraal en grenzeloos hard’. Volgens Het Parool is het zelfs  'het voorlopig hoogtepunt uit zijn carrière.' In oktober 2023 werd Pannekoek de Poelifinario, de prijs voor de beste cabaretvoorstelling van het seizoen, toegekend in de categorie Engagement. De voorstelling DNA was op 2 november 2024 bij de publieke omroep (BNNVARA) te zien..
Vanaf 31 mei 2023 was Pannekoek voor 2 seizoenen presentator van het televisieprogramma Waarom gaan we niet vaker?. In 2023 en 2024 presenteerde hij samen met Jan Smit het Gouden Televizier-Ring Gala. Vanaf najaar 2024 is Pannekoek elke maand te zien in de talkshow Eva van Eva Jinek waarin hij theatervoorstellingen tipt die hij mooi vond.

## Cabaretprogramma's
- 2015–2017: Zacht van binnen
- 2018–2020: Later was alles beter
- 2021: Oudejaarsconference: Nieuw Bloed
- 2022–2024: DNA

## Televisie

### Comedy Central Roast
Peter Pannekoek is de enige deelnemer die meewerkte aan elk van de zes Nederlandse afleveringen van Comedy Central Roast. Hij roastte respectievelijk Gordon (2016), Giel Beelen (2017), Johnny de Mol (2018) en Famke Louise (2023). In de roasts van Ali B (2019) en Hans Klok (2021) komt hij slechts voor op vooraf opgenomen beeldmateriaal.

### Dit was het nieuws
Na eerst een aantal jaar als freelancer, vaste schrijver en redacteur in het negenkoppige schrijversteam van Dit Was Het Nieuws te hebben gezeten, is Peter Pannekoek sinds december 2017 teamcaptain van het satirische spelprogramma. Hij neemt het hierin wekelijks met zijn gast op tegen Jan Jaap van der Wal en diens gast.
In maart 2022 kwam Pannekoek in het nieuws door uithuisplaatsingen van kinderen bij slachtoffers van de toeslagenaffaire te betitelen als 'staatsontvoeringen'. Pannekoek werd met dit item uit Dit was het nieuws hierom genomineerd voor de Televizier-Ster Impact 2022.

### Sterke verhalen
Voor omroep BNNVARA neemt Peter Pannekoek als teamcaptain plaats in het spelprogramma Sterke verhalen. Hierin strijden twee teams van drie deelnemers tegen elkaar, en vertellen alle deelnemers een sterk verhaal. Het is aan de tegenstanders om te raden of deze verhalen op waarheid berusten of volledig verzonnen zijn. Het programma wordt gepresenteerd door Sanne Wallis de Vries en is gebaseerd op het BBC-programma Would I Lie To You?.

### Avond van de filmmuziek
In 2019 presenteerde Pannekoek het vijfjarig jubileum van De Avond van de Filmmuziek, een co-productie van BNNVARA en PilotStudio. De Avond van de Filmmuziek werd in twee delen uitgezonden op zondag 7 april 2019 en zondag 21 april 2019 op NPO1.

### Oudejaarsconference 2021
Op 31 december 2021 verzorgde Peter Pannekoek de oudejaarsconference op NPO1. De voorstelling werd uitgezonden door BNNVARA. Pannekoek heeft met de oudejaarsconference totaal 4,2 miljoen kijkers getrokken, waarmee hij het aantal uit 2020 van Youp van 't Hek evenaarde.

### Waarom gaan we niet vaker?
Op 31 mei 2023 zond de AVROTROS de eerste aflevering van Waarom gaan we niet vaker? uit. Het eerste seizoen bestond uit in het totaal 4 afleveringen. In dit programma deelt presentator Peter Pannekoek zijn liefde voor het theater. Hij spreekt met collega's, en samen tonen ze theatervoorstellingen op onverwachte plekken buiten de schouwburgen. Op 8 november 2023 keerde het programma terug voor een tweede seizoen met in totaal 6 afleveringen.

### Gouden Televizier-Ring Gala
Op 12 oktober 2023 en 17 oktober 2024 presenteerde Peter Pannekoek, samen met Jan Smit, het Gouden Televizier-Ring Gala in Konkinklijk Theater Carré.

## Film
In september 2021 was Pannekoek als acteur te zien in de Videoland-film De Sterfshow, waarin hij de rol van Felix de Lier vertolkte.

## Columns
Pannekoek had een column op Radio 538 en 3FM. In september 2016 droeg hij zijn eerste column voor het radioprogramma Spijkers met koppen voor. Vanaf september 2019 tot en met juni 2020 schreef hij columns voor het Volkskrant Magazine onder de titel Laat het stoppen.

## Schrijver
Hij heeft tekstbijdragen geleverd aan televisieprogramma's als Koefnoen, The Daily Show en Dit Was Het Nieuws.

## Familie
Peter Pannekoek is de zoon van televisieregisseur Jop Pannekoek en televisieproducent, thans filmrecensent voor Saar Magazine, Kathleen Warners. Zijn grootmoeder was Carla Gastkemper.